# Noordelijk kampioenschap hockey heren 1939/40
Het Noordelijk kampioenschap hockey heren 1939/40 was de 12e editie van deze Nederlandse veldhockeycompetitie. 
Groningen werd voor de vierde achtereenvolgende maal kampioen van het noorden. Formeel was er geen sprake van een noordelijk kampioenschap nu in verband met de oorlogsomstandigheden er een noodcompetitie werd georganiseerd. Het noordelijke herenhockey was verdeeld over vier afdelingen A tot en met D. Op HCW na deden echter in afdeling A alle verenigingen mee die ook het vorige jaar aan de promotieklasse meededen. Vandaar dat dit seizoen meetelt als noordelijk kampioenschap. De competitie werd niet geheel uitgespeeld. Groningen was echter niet meer in te halen. 

## Promotie en degradatie
In verband met de oorlogsomstandigheden was er dit seizoen geen sprake van promotie en degradatie. Kampioen in afdeling B werden de Groninger Studenten van GSHC. In afdeling C ging HSF met de eer strijken en in afdeling D werd het tweede elftal van HVA kampioen.

## Eindstand
| pos | club      | gs | w | g | v | pnt | dv | dt | ds  |
| --- | --------- | -- | - | - | - | --- | -- | -- | --- |
| 1.  | Groningen | 9  | 8 | 1 | 0 | 17  | 43 | 10 | +33 |
| 2.  | HVA       | 9  | 6 | 0 | 3 | 12  | 25 | 19 | +6  |
| 3.  | MHV       | 9  | 4 | 1 | 4 | 9   | 13 | 17 | -4  |
| 4.  | LHC       | 9  | 3 | 1 | 5 | 7   | 23 | 20 | +3  |
| 5.  | GHBS      | 9  | 2 | 1 | 6 | 5   | 15 | 28 | -13 |
| 6.  | Rap.      | 9  | 1 | 2 | 6 | 4   | 9  | 34 | -25 |

1928/29 · 1929/30 · 1930/31 · 1931/32 · 1932/33 · 1933/34 · 1934/35 · 1935/36 · 1936/37 · 1937/38 · 1938/39 · 1939/40 · 1940/41 · 1941/42 · 1942/43 · 1943/44 · 1944/45 · 1945/46 · 1946/47 · 1947/48 · 1948/49 · 1949/50 · 1950/51 · 1951/52 · 1952/53 · 1953/54 · 1954/55 · 1955/56 · 1956/57 · 1957/58 · 1958/59 · 1959/60 · 1960/61 · 1961/62 · 1962/63 · 1963/64 · 1964/65 · 1965/66 · 1966/67 · 1967/68 · 1968/69 · 1969/70 · 1970/71 · 1971/72 · 1972/73